# Hadrat Abu Yaqub Yusuf Hamdani
Hadrat Abu Yaqub Yusuf Hamdani (mort à l'automne 1140) est le premier enseignant soufi d'Asie Centrale connu simplement comme Khwajagan (Maître) de l'ordre Naqshbandiyya.